# Pantariste
En la mitología griega, Pantariste o Pantarista (en griego antiguo: Πανταρίστη) era una amazona que luchó junto a del lado de Hipólita contra Heracles y sus tropas. No es mencionada en ningún texto sino que aparece dibujada en una cerámica. Una pintura en unas vasijas del siglo VI a. C. representa a Pantariste derrotando al guerrero griego Timiades. La misma pintura cuenta con otras dos escenas de enfrentamientos entre héroes griegos y amazonas similares; las de Heracles a punto de matar a Andrómaca y Telamón atacando a Enipe.